# Keltische Forschungen
Die Keltischen Forschungen sind eine in Wien erscheinende Fachzeitschrift für Keltologie. Sie wurde 2006 gegründet und erscheint im Jahresrhythmus. Herausgeber der Zeitschrift, die im Wiener Praesens Verlag erscheint, ist David Stifter (Institut für Sprachwissenschaft – Indogermanistik, Universität Wien) im Auftrag von Brennos – Verein für Keltologie. Die keltischen Forschungen sind peer-reviewt und international orientiert, haben aber auch einen Österreichschwerpunkt. Die keltischen Forschungen nehmen Beiträge aus allen Forschungsgebieten der Keltologie an.

## Aus dem Vorwort des Herausgebers zur ersten Ausgabe 2006
Aktuellen Forschungen und Forschungsergebnissen aus Österreich soll daher ein regelmäßiger Platz eingeräumt werden. Aber nur ein Platz unter vielen, denn Thematik und Beiträgerkreis sollen sich keineswegs auf lokales beschränken, wie ja bereits der Bandbreite der Beiträge in dieser ersten Nummer abzulesen ist. Der Titel Keltische Forschungen soll signalisieren, dass das Thema der Zeitschrift die Keltologie als Kulturwissenschaft im weitest möglichen Sinn ist, d. h. alle Beschäftigung mit kulturellen Äußerungen umfasst, die unmittelbare oder mittelbare Bezüge zu keltischen Gesellschaften oder Einzelpersonen aufweisen. Das sind traditionellerweise die Fachgebiete Archäologie, Geschichte, Kunstgeschichte, Literatur, Religion, Sprache und Volkskunde. Ausdrücklich werden aber als zusätzliche und gewissermaßen innovative Themen auch die Auseinandersetzung mit dem Fach Keltologie an sich und seiner Geschichte, die Rezeption keltischer Kultur von der Antike bis in die Moderne und Wissenschaftstheorie als Themen für Beiträge angeregt. Die Herausgeber behalten es sich vor, bei Vorliegen entsprechender Beiträge einzelne Nummern der Keltischen Forschungen für thematisch geschlossene Sammelbände und in Sonderfällen auch für Monographien zu reservieren.

## Keltische Forschungen– Monographienreihen
Ab 2008 werden auch neben der Zeitschrift mehrere Monographienreihen eröffnet werden, herausgegeben werden diese Monographienreihen der Keltischen Forschungen von David Stifter, Raimund Karl und Hannes Tauber.

## Bisher erschienene Bände

### Keltische Forschungen(Zeitschrift)
- Band 1 / 2006, ISBN 978-3-7069-0421-6
- Band 2 / 2007 [= Hans Habitzel, David Stifter (Hrsg.): Johann Kaspar Zeuß im kultur- und sprachwissenschaftlichen Kontext (19. bis 21. Jahrhundert). Kronach 21.–23. Juli 2006], ISBN 978-3-7069-0401-8
- Band 3 / 2008, ISBN 978-3-7069-0506-0
- Band 4 / 2009, ISBN 978-3-7069-0564-0
- Band 5 / 2010–2012, ISBN 978-3-7069-0690-6
- Band 6 / 2013–2014, ISBN 978-3-7069-0768-2
- Band 7 / 2015–2016, ISBN 978-3-7069-0943-3